# Mülheimer Kleinbahnen
Die Mülheimer Kleinbahnen AG war ein Verkehrsunternehmen, das 1933 in den Bahnen der Stadt Köln aufgegangen ist.

## Geschichte

„Motorwagen“ der Kleinbahn 1907 in der Kölner Straße Opladen, als die Strecke von Mülheim nach Wiesdorf bis Opladen verlängert wurde

Die am 1. April 1914 in die Stadt Köln (damals noch Cöln geschrieben) eingemeindete Stadt Mülheim am Rhein zählte in jener Zeit rund 50.000 Einwohner. Dem öffentlichen Verkehr diente – außer der Eisenbahn –  ab 10. September 1879 eine Pferdebahnlinie nach Deutz, die das Kölner Pferde-Eisenbahn-Unternehmen Ernst Hardt & Co. betrieb.
Als dieses am 1. Januar 1900 in das Eigentum der Stadt Köln überging, behinderte dies die Absicht der Stadt Mülheim, ein eigenes Straßenbahnnetz aufzubauen.
Die Pläne der Stadt Mülheim wurden durch ein Konsortium unterstützt, in dem sich die Elektrizitäts-AG vormals W. Lahmeyer & Co. (EAG) aus Frankfurt am Main und die örtliche Bauunternehmung Kitterle zusammengeschlossen hatten. Die EAG gründete am 1. Mai 1908 zusammen mit Bernhard Salomon, dem langjährigen Generaldirektor des Lahmeyer-Konzerns, die Mülheimer Kleinbahnen AG.
Die Aktiengesellschaft baute und betrieb Straßenbahnen in der Stadt Mülheim am Rhein, die seit 1910 weitgehend an die Stadt Köln verpachtet waren. So verblieben der AG nur zwei Vorortbahnen, die über die Stadtgrenze nach Schlebusch und Opladen hinausführten.
Obwohl Mülheim im Jahr 1914 nach Köln eingemeindet wurde, konnte die private Mülheimer Kleinbahnen AG ihre Selbständigkeit zunächst behaupten. Erst am 13. August 1933 ging sie durch Kauf in das Eigentum der Bahnen der Stadt Köln über. Die Gesellschaft wurde zum 27. März 1934 liquidiert.
Weitere Einzelheiten über die Entwicklung des Straßenbahnnetzes enthält der Artikel Köln-Mülheim.

## Statistische Angaben
(Quellen:

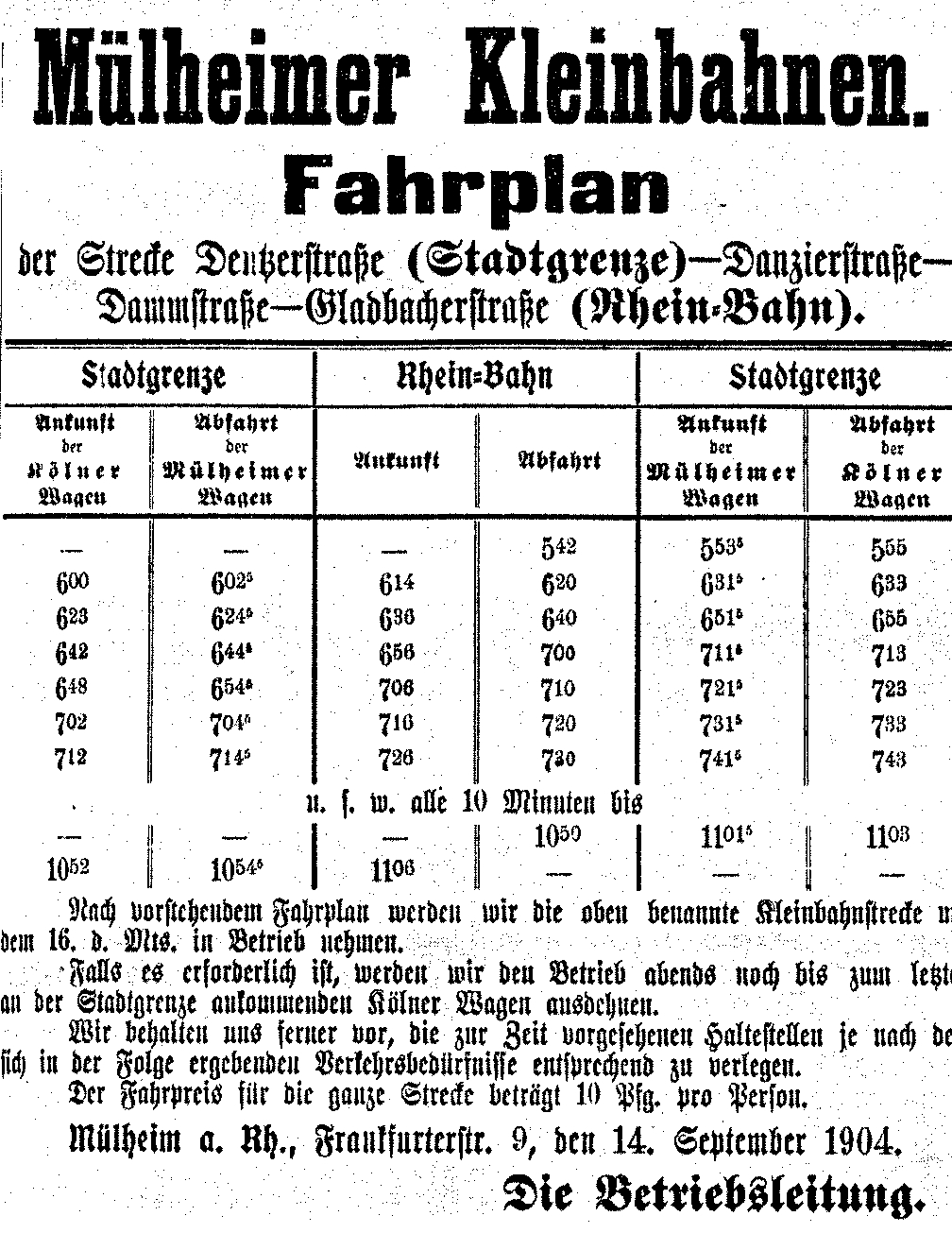
Fahrplan der Mülheimer Kleinbahnen

- Statistik der Kleinbahnen im Deutschen Reich für das Jahr 1914. Berlin 1916.
- Handbuch der deutschen Straßenbahnen, Kleinbahnen und Privateisenbahnen. Berlin 1928.)

Streckennetz

1928: 25,1 km (18,5 km eingleisig und 6,6 km zweigleisig)
1. Stadtlinien in Mülheim  (Eröffnet 14. August 1903)
- a) Danzierstraße – Dammstraße – Gladbacher Straße 2,3 km
- b) Deutzer Freiheit – Berliner Straße – Schlachthof – Stadtgrenze 3,7 km
- c) Wilhelmstraße – Höhenberg 4,3 km
- d) Rundbahn 3,3 km

2.  Straßenbahn Mülheim – Dünnwald (2,5 km) – Schlebusch  (11,6 km – 4,3) = 7,3 km

Eröffnet 5. Juli 1913 bis Dünnwald / 15. September 1928 bis Schlebusch
3.  Kleinbahn Mülheim, Rheinwerft – Leverkusen – Wiesdorf – Opladen   13,1 km

Eröffnet 19. März 1906 bis Wiesdorf / 1. Oktober 1907 bis Opladen
Wagenpark:

1928: 20 Triebwagen, 25 Beiwagen und 8 Spezialwagen

## Kleinbahn der Gemeinde Schlebusch
| Kleinbahn der Gemeinde Schlebusch | Kleinbahn der Gemeinde Schlebusch |
| --------------------------------- | --------------------------------- |
| Streckenlänge:                    | 3,5 km                            |
| Spurweite:                        | 1435 mm (Normalspur)              |
|                                   |                                   |

Die Mülheimer Kleinbahnen AG war auch Eigentümer und Betriebsführer der am 20. Dezember 1903 für den Personenverkehr eröffneten elektrischen Kleinbahn Schlebusch, deren Konzessionsinhaber die Gemeinde Schlebusch war. Die normalspurige Strecke verband den Schlebuscher Ortskern mit dem auf Manforter Gebiet liegendem Bahnhof Schlebusch an der Bahnstrecke Köln–Opladen. Das Reichskursbuch von 1914 (209 S) nennt folgende Stationen:
- 0,0 Schlebusch Bahnhof
- 0,2 Schlebusch-Manfort
- 3,5 Schlebusch Odenthaler Straße,

die werktags von 19 und sonntags von 22 Zugpaaren bedient wurden.
Seit dem 5. Januar 1906 wurde auch der Güterverkehr bedient: Es wurden an dem neu angelegten Übergabe-Bahnhof der Schlebuscher Kleinbahn westlich des Bahnhofs Morsbroich Güterwaggons aus dem Fernverkehr (Bahnstrecke Mülheim-Speldorf–Troisdorf) übernommen. Da der Gütertransport hauptsächlich auf der Bedienung einer Karbonitfabrik beruhte, kam er nach Ende des Ersten Weltkrieges fast zum Erliegen und der Gesamtbetrieb wurde bereits am 1. November 1922 stillgelegt. Für ihn hatten zwei elektrische Lokomotiven, drei Triebwagen und drei Beiwagen zur Verfügung gestanden.